# Carol Vorderman
Carol Jean Vorderman (24 dicembre 1960) è un personaggio televisivo e conduttrice televisiva britannica.

## Carriera
La sua carriera nel mondo del piccolo schermo è iniziata nel 1982 quando iniziò a lavorare per Channel 4 nel game show Countdown, lasciando lo show dopo 26 anni, nel 2008. Mentre lavorava nel programma Countdown, ha presentato altri programmi per varie emittenti televisive britanniche, tra cui Better Homes e dal 1999 The Pride of Britain Awards su ITV, oltre a comparire come ospite in Have I Got News for You, The Sunday Night Project e Lorraine.
Dal 2011 fino al 2014 ha presentato su ITV il programma Loose Women.
É membro del Mensa.

## Televisione
- Countdown (1982-2008)
- Pride of Britain Awards (1999-)
- Loose Women (2011-2014)
- Lorraine (2012-)
- Food Glorious Food (2013)

## Riconoscimenti e premi
È stata nominata membro dell'Ordine dell'Impero Britannico (MBE) per i servizi resi nelle trasmissioni televisive nel giugno 2000. È stata eletta come membro onorario della Bangor University nel Galles del Nord e nel 2000 ha ricevuto la laurea ad honorem (MA) presso l'Università di Bath.